# Rue Miguel-Hidalgo
Pour les articles homonymes, voir Miguel Hidalgo.
La rue Miguel-Hidalgo est une voie située dans le quartier d'Amérique du 19e arrondissement de Paris, en France.

## Situation et accès

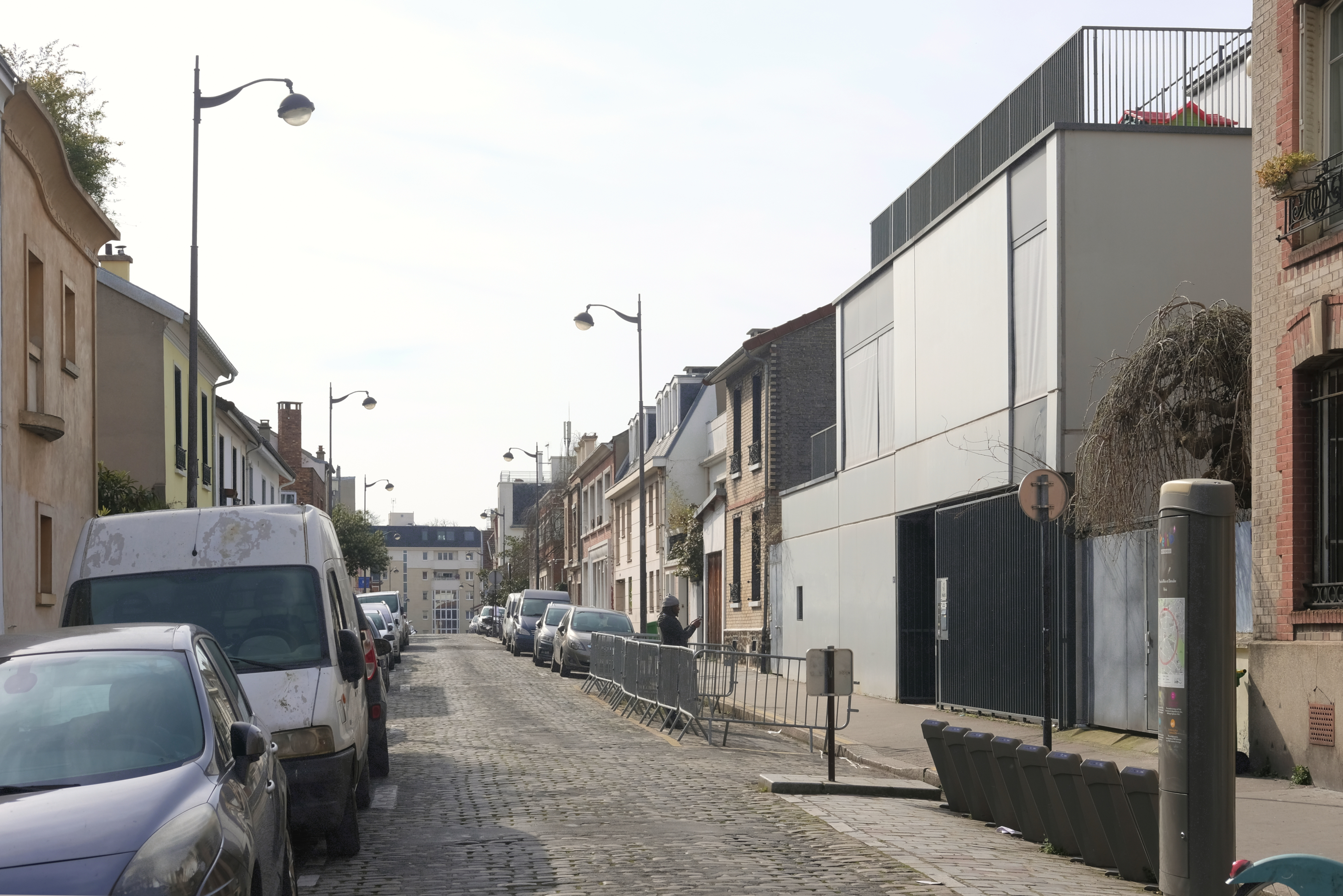
La rue Miguel-Hildago vue depuis la place Rhin-et-Danube.

La rue relie  la rue Compans (no 116) à la place Rhin-et-Danube, au no 53. Elle fait partie du quartier de la Mouzaïa.
Elle est desservie par la ligne de métro 7 bis à la station Danube.
Elle est bordée de nombreuses villas :
- villa Rimbaud
- villa Armand-Fallières
- villa Paul-Verlaine
- villa Jules-Laforgue
- villa des Boërs
- villa de Cronstadt
- villa Claude-Monet
- villa d'Hauterive
- villa Maurice-Rollinat

## Origine du nom
Elle porte le nom du prêtre et général mexicain, Miguel Hidalgo y Costilla (1753-1811), qui participa à la guerre d'indépendance du Mexique.

## Historique
Cette voie est ouverte sous sa dénomination actuelle en 1889.

Lotissement du quartier entre 1861 et 1899
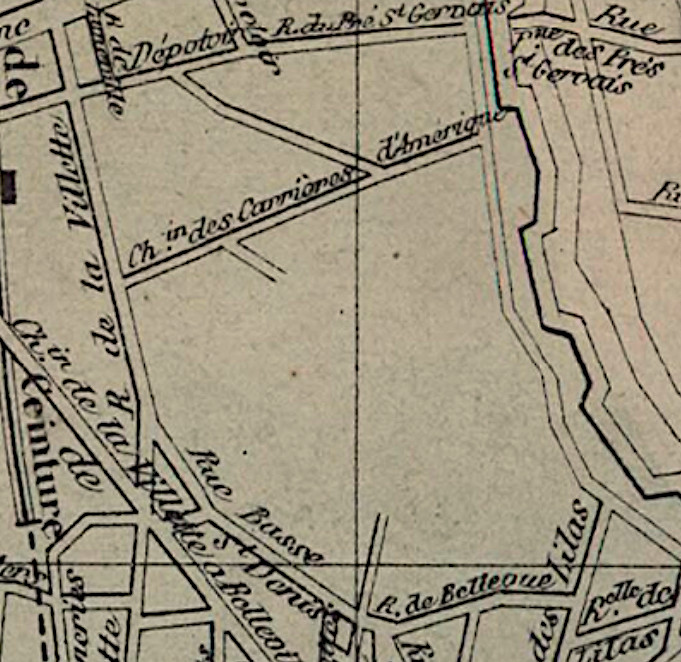
En 1861.
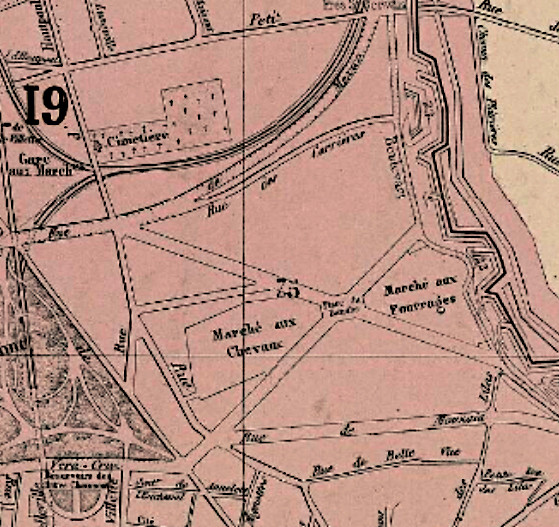
En 1878.
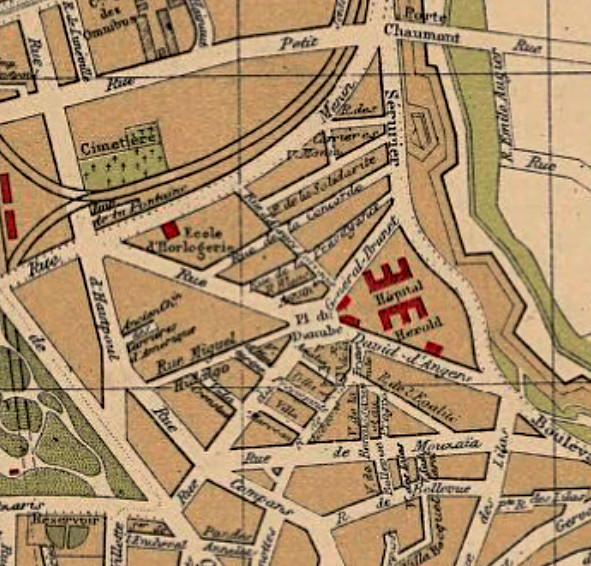
En 1899.

Le 15 septembre 1918, durant la Première Guerre mondiale, une bombe explose sur le no 20 rue Miguel-Hidalgo, lors d'un raid effectué par des avions allemands.
Elle est classée dans la voirie parisienne par un arrêté du 8 août 1932.